# Air Changan
Air Changan (chiń. 长安航空; pinyin Cháng’ān Hángkōng) – chińska linia lotnicza z siedzibą w Xi’an. Obsługuje połączenia pasażerskie i cargo w prowincji Shaanxi i prowincjach ościennych. Jej główną bazą jest Port lotniczy Xi’an-Xianyang, z centrum w Porcie lotniczym Yinchuan-Hedong. 

## Historia
Linia powstała 24 grudnia 1992 i rozpoczęła działalność 1 czerwca 1993. Hainan Airlines jest właścicielem 73,51% udziałów w Chang’an Airlines.
29 listopada 2007 została połączona z Shanxi Airlines i China Xinhua Airlines, tworząc Grand China Air, spółkę zależną Hainan Airlines. W maju 2016 została przemianowana na Air Changan.

## Flota
Według stanu na kwiecień 2025 flota Air Changan składała się z 13 samolotów o średnim wieku 12,1 lat:
| Samolot        | Samolot | Samolot   | Liczba miejsc | Liczba miejsc | Uwagi |
| Model          | Aktywne | Zamówione | E             | Łącznie       | Uwagi |
| -------------- | ------- | --------- | ------------- | ------------- | ----- |
| Boeing 737-800 | 13      | -         | 183           | 183           |       |
| Boeing 737-800 | 13      | -         | 189           | 189           |       |
| Łącznie        | 13      | 0         |               |               |       |